# Magnus Niell
Magnus Niell, född 16 juni 1872 i Hurva, död där 29 mars 1962, var en svensk fotograf och uppfinnare av kameror.

## Biografi
Niell flyttade till Stockholm på 1890-talet och fick arbete vid LM-Ericsson. Här bytte han namn från Nilsson till Niell. Han påbörjade därefter ingenjörsstudier i Tyskland, där han försörjde sig genom att göra och sälja silhuettbilder. Genom partnerskap med en studiekamrat började han sedan i mindre skala i Belgien att uppfinna kameramodeller. Niell blev så småningom förmögen på sina uppfinningar; den mest kända kameran var Ticka-kameran, en spionkamera som såldes i tusentals exemplar under namnen Ticka watch camera i England, Expo i Amerika, Moment i Japan. Bland andra hade drottning Elisabeth av England sitt eget exemplar. Niell erhöll patent på Ticka-kameran 1904 i både USA, England och Tyskland.
Magnus Niell hade bostäder i bland annat New York, London och på Franska Rivieran. Eftersom han sålde sina patent blev han inte lika känd som Hasselblad. Pengarna använde han till jorden runt-resor. På dessa resor fotograferade han mycket och målade.
På ålderns höst återkom han till Hurva och i sitt testamente efterlämnade han och systern Augusta sitt barndomshem och pengar till Hurva församling och stiftelsen Stiftelsen Hurva Församlingshem bildades. Genom denna har Hurva i dag sitt församlingshem i de gamla lärarbostäderna vid kyrkan.